# オトメディウスA.D.
『オトメディウスA.D.』はコナミより発売されているシューティングゲーム『オトメディウス』を題材にしたデジタルコミック。A.D.は「ANOTHER DIMENSION」（アナザーディメンション）の略。
キャラクターデザイン原案は吉崎観音、原作は満楽堂、作画はすぎうら悠月。コナミのモバイルサイト「週刊コナミ（旧・デジタルコミックス）」にて2007年10月19日に第1話が配信され、11月23日より週刊連載開始。登録料は月額315円。
オリジナルであるアーケードゲームの稼動開始が2007年10月15日のため、ほぼ同時に配信開始された。「アナザーディメンション」（もうひとつの次元）と言うサブタイトル通り原作のゲームの設定とは異なる部分もあり、オリジナルのキャラクターも登場する。原作ゲーム版はシューティングゲームということで戦闘を描いているのに対し、漫画版である本作では原作では描かれない学園生活の部分にスポットが当てられている。

## あらすじ
「聖グラディウス学園」に通う少年・根元欣也（ねもときんや）は女性恐怖症のため今まで女の子には縁のない生活を送ってきた。しかし学園祭迫るとある日、突如として宇宙より飛来した隕石と激突したことにより、体にある変化が起きてしまう。翌日からはなぜか女にモテてモテてモテまくるようになってしまったのだ。
しかし、いいことばかりは続かない。時を同じくして地球上に「バクテリアン」という宇宙人が出現し、欣也の命を狙ってきたのである。
そんな欣也の命を救ったのは謎の小型戦闘機を操る二人の美少女だった。「人類の最後の希望であるあなたを、命の限りお守りします！」惑星グラディウスから時空を超えてやって来たと言う「空羽亜乃亜」と「エリュー・トロン」。
欣也とこの二人の奇妙な学園生活が始まる……。そして謎の異星人バクテリアンとの戦いは……？

## 登場キャラクター

### 地球
根元欣也（ねもときんや）
通称キンちゃん。17歳の少年。極度の女性恐怖症のためずっとモテない人生を送ってきたが、謎の隕石に接触して以来モテモテになってしまう。しかし、「ST因子」を持つ体質ゆえにバクテリアンから命を狙われることになる。欣也（きんや）、飯藍（めしあい）、須田（すだ）の3人合わせてチーム「ネメシス」と呼ばれている。
飯藍大蔵（めしあいたいぞう）
通称メシやん。美少女フィギュアとプラモをこよなく愛する少年。一人称は「ワイ」。
須田将明（すだまさあき）
通称スーたん。ルックスはいいがナルシストのため女の子からは相手にされていない。頭にバンダナをつけている。
緑川飛鳥（みどりかわあすか）
聖グラディウス学園の生徒会長にして学園一の美少女。

### 秘密時空組織G
空羽亜乃亜（あおばあのあ）
RV「ビックバイパー」を駆る美少女。惑星グラディウスから人類の希望たる根元を守るためにやってきた。聖グラディウス学園に転校し、キンちゃんと同居することになる。
エリュー・トロン
RV「ロードブリティッシュ」を駆る美少女。亜乃亜と同様に惑星グラディウスからやってきて、グラディウス学園に転校、キンちゃんを困らせることになる。
オペレッタ
惑星グラディウスの秘密時空組織「G」の管制OS。
エモン・5（エモン・ファイブ）
「至高乃宝」を求めて宇宙をさまよう惑星エビスボシ出身の宇宙義賊。本来は女性にしか乗りこなせないはずのライディングバイパー「クセルバイパー」に乗る。

### バクテリアン
ゴーファー姉妹
地球侵略を企てるバクテリアン軍団の幹部。外見は幼い少女だが残酷な一面も持っている。
ペンギン兵
バクテリアンの一味。ペンギンの姿をしているが戦車に乗ったり知能は人間並。
ペンギン博士
バクテリアンの兵器を開発しているペンギン姿の博士。

## エピソード
- エピソード1　舞い降りた天使　（2007年10/19配信）
- エピソード2　史上最強のメイドカフェ!?　（11/23配信）
- エピソード3　着ぐるみバトル勃発!!　（11/30配信）
- エピソード4　聖グラディウス学園　ときめきの伝説　（12/7配信）
- エピソード5　ペンギン博士の大作戦　（12/14配信）
- エピソード6　輝け!!愛と友情のD-バースト　（12/21配信）
- エピソード7　謎の宇宙義賊登場!!　（2008年1/4配信）
- エピソード8　三丁目の怨念桜　（1/11配信）
- エピソード9　我ら『怨念桜』探検隊♪　（1/18配信）
- エピソード10　怨念桜が舞う頃に…ゴエッ!!　（1/25配信）
- エピソード11　最凶天使!エモン・5登場でぃ!!　（2/1配信）
- エピソード12　お母様は有名人♪　（2/8配信）
- エピソード13　信じる者は救われる…のか!?　（2/15配信）
- エピソード14　キンちゃんは逃亡者!?　（2/15配信）
- エピソード15　サスペンスタッチはお嫌い!?　（2/22配信）
- エピソード16　ゴーファー姉妹の初陣　（2/29配信）
- エピソード17　破壊と抵抗と変形?と…　（3/7配信）
- エピソード18　サスペンスは涙の味　（3/14配信）
- エピソード19　怨念桜の樹の下で♪　（3/21配信）
- エピソード20　ホップ・ステップ・タイムスリップ　（3/28配信）
- エピソード21　ジャングルで迷ってハニー♪　（4/4配信）
- エピソード22　出会っちゃた異邦人♪　（4/18配信）
- エピソード23　ジャングルで迷ってハニー♪　（5/9配信）
- エピソード24　第4の天使、現る　（5/16配信）